# Rosita Forbes
Rosita Forbes, nacida Joan Rosita Torr (Lincoln, 16 de enero de 1890 - Warwick, Bermuda, 30 de junio de 1967) fue una escritora de viajes y exploradora británica. Entre 1920 y 1921 fue la primera mujer europea en visitar el oasis de Kufra  en Libia (junto con el explorador egipcio Ahmed Hassanein), en un periodo en que estaban prohibidos las personas extranjeras.

## Biografía
Joan Rosita Torr nació en Riseholme Sala, una localidad cercana a Lincoln, Inglaterra, fue hija de Herbert James Torr y Rosita Graham Torr. Su padre era un parlamentario inglés.

## Carrera
Durante la Primera Guerra Mundial condujo una ambulancia para socorrer a los heridos en Francia por dos años. De 1917 a 1918, viajó a Asia con Armorel Meinertzhagen, visitando treinta países. Después de la guerra, ella y Meinertzhagen viajaron en África del norte, "con poco dinero pero con mucho ingenio" El resultado fue su primer libro, Unconducted Trotamundos (1919). Al año siguiente, pretendió ser una mujer árabe llamada "Sitt Khadija" para visitar el oasis de Kufra en 1921, siendo la primera mujer europea en ver aquella locación.
Entre 1930 y 1931 recorrió Brasil, Uruguay, Paraguay, Argentina, Chile, Bolivia, Perú y Ecuador, al término de este viaje publicó Eight republics in search of a future; evolution & revolution in South America en 1932.
Rosita Forbes cautivó a su audiencia como una osada escritora de viajes que vivió aventuras en diferentes partes del mundo y estuvo presente entre las dos guerras más importantes de Europa. Como novelista su reputación se vio afectada cuando mantuvo una entrevista con Adolf Hitler, y reuniones con Benito Mussolini. En 1940 publicó el libro These Men I Knew donde insistió en que solo les realizó una entrevista por su interés periodístico y político, no porque adhiriera a sus pensamientos o prácticas.
Forbes fue inscripta como fellow de la Royal Geographical Society, y recibió medallas del Reales Antwerp Sociedad Geográfica y la Sociedad Geográfica francesa, y un premio en 1924 de la Sociedad Real de Artes. También realizó una película de viaje llamada Desde el Mar Rojo hasta el Nilo Azul, y dos de sus novelas fueron llevadas al cine en las películas (Fighting Love (1927) y El Jeque Blanco (1928), basado en sus novelas If the Gods Laugh y Account Rendered, respectivamente). Su autobiografía escrita en 1924 The Sultan of the Mountains: The Life of Story of Raisulli, fue adaptada libremente en la película de John Milius como El Viento y el León en 1972.

## Vida personal
Joan Rosita Torr se casó con el coronel Robert Foster Forbes en 1911 y se divorciaron en 1917, vendiendo su anillo de boda y navegando hacia Sudáfrica. Se casó nuevamente en 1921 con Arthur Thomas McGrath con quien continuó sus viajes por muchos países hasta que enviudó en 1962.

## Obras
- Unconducted wanderers, 1919
- The secret of the Sahara: Kufara, 1921
- The sultan of the mountains; the life story of Raisuli, 1924
- From Red sea to Blue Nile; Abyssinian adventure, 1925 (also published under the title From Red Sea to Blue Nile; a thousand miles of Ethiopia?)
- Adventure, 1928
- Conflict; Angora to Afghanistan, 1931
- Eight republics in search of a future; evolution & revolution in South America, 1933
- Women called wild, 1935
- Forbidden road--Kabul to Samarkand, 1937
- These are real people, 1937
- A unicorn in the Bahamas, 1939
- India of the princes, 1939
- These men I knew, 1940
- Gypsy in the sun, 1944
- Appointment with destiny, 1946
- Henry Morgan, pirate, 1946
- Sir Henry Morgan, pirate & pioneer, 1948
- Islands in the sun, 1949